# Ruspolia nitidula
Espèce
Ruspolia nitidula, le Conocéphale gracieux, est une espèce d'insectes orthoptères de la famille des Tettigoniidae, de la sous-famille des Conocephalinae.

## Dénominations
Ruspolia nitidula a été nommé par Scopoli en 1786.
Synonymes : Homorocoryphus nitidulus Scopoli, Conocephalus mandibularis Charpentier, 1825.
Noms vernaculaires : le Conocéphale (étymologie : « tête conique ») gracieux ou C. mandibulaire.

## Distribution
Cette sauterelle est répandue dans le sud de l'Europe. En France, espèce réglementée (en région Île-de-France : Article 1), elle semble en forte extension vers le nord : elle atteint la Seine-Maritime, l'Oise, l'Aisne, les Ardennes, le Bas-Rhin ; en Suisse, elle atteint le nord du pays. Elle a été redécouverte dans le Sud de l'Allemagne où elle avait disparu En 2009, sa stridulation a été entendue dans le sud de la Belgique, et en 2011, une première photo a été obtenue.

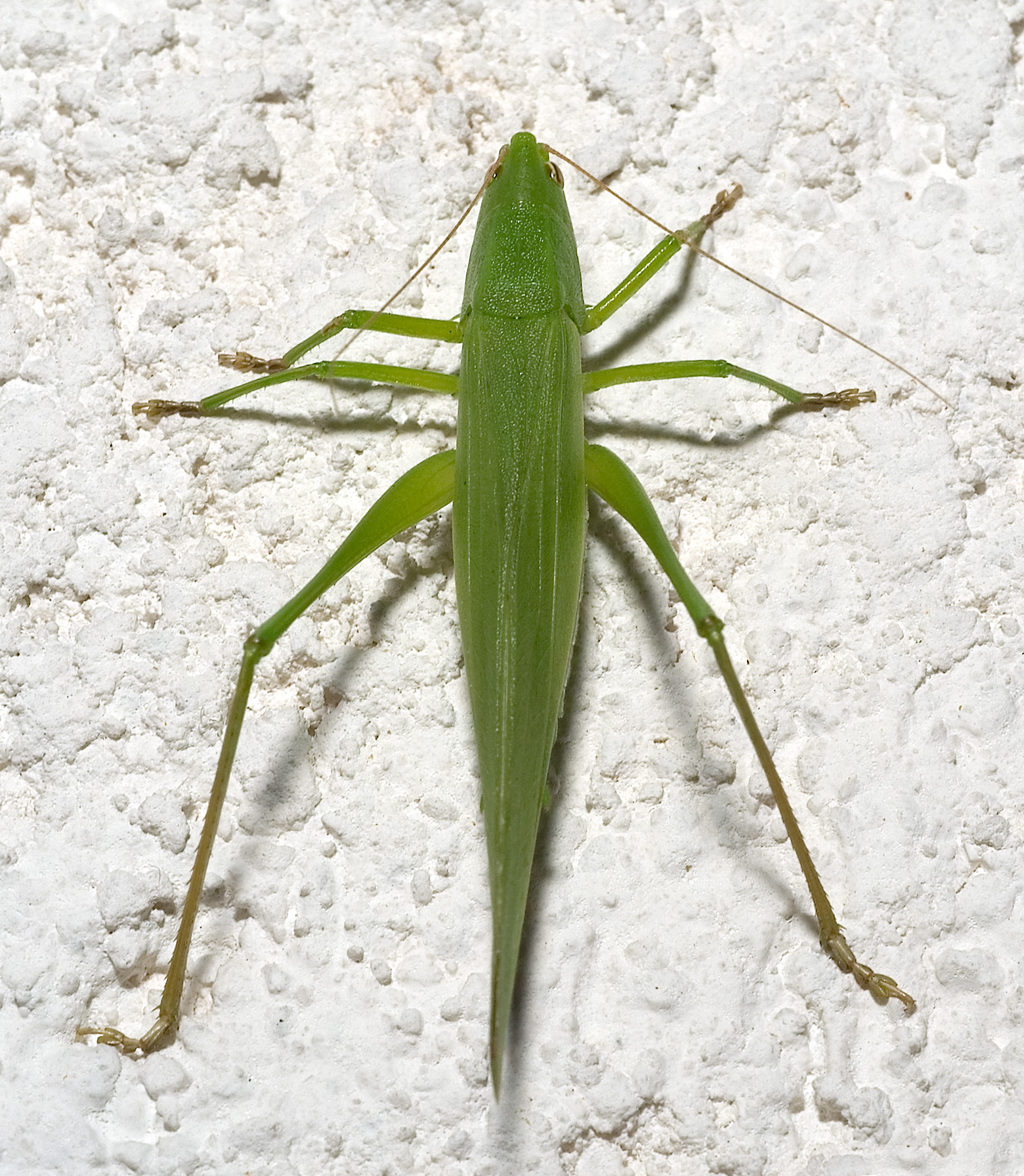
Ruspolia nitidula - femelle

## Description
Son corps seul mesure de 20 à 29 mm, elle est donc nettement plus grande que les deux conocéphales européens Conocephalus dorsalis et Conocephalus fuscus. De coloration habituellement vert clair, il existe cependant des individus brunâtres ; la base des mandibules est tachée de jaune. Les antennes sont un peu plus longues que le corps. L'oviscapte de la femelle est droit, presque aussi long que le corps, son extrémité atteint l'extrémité des ailes.

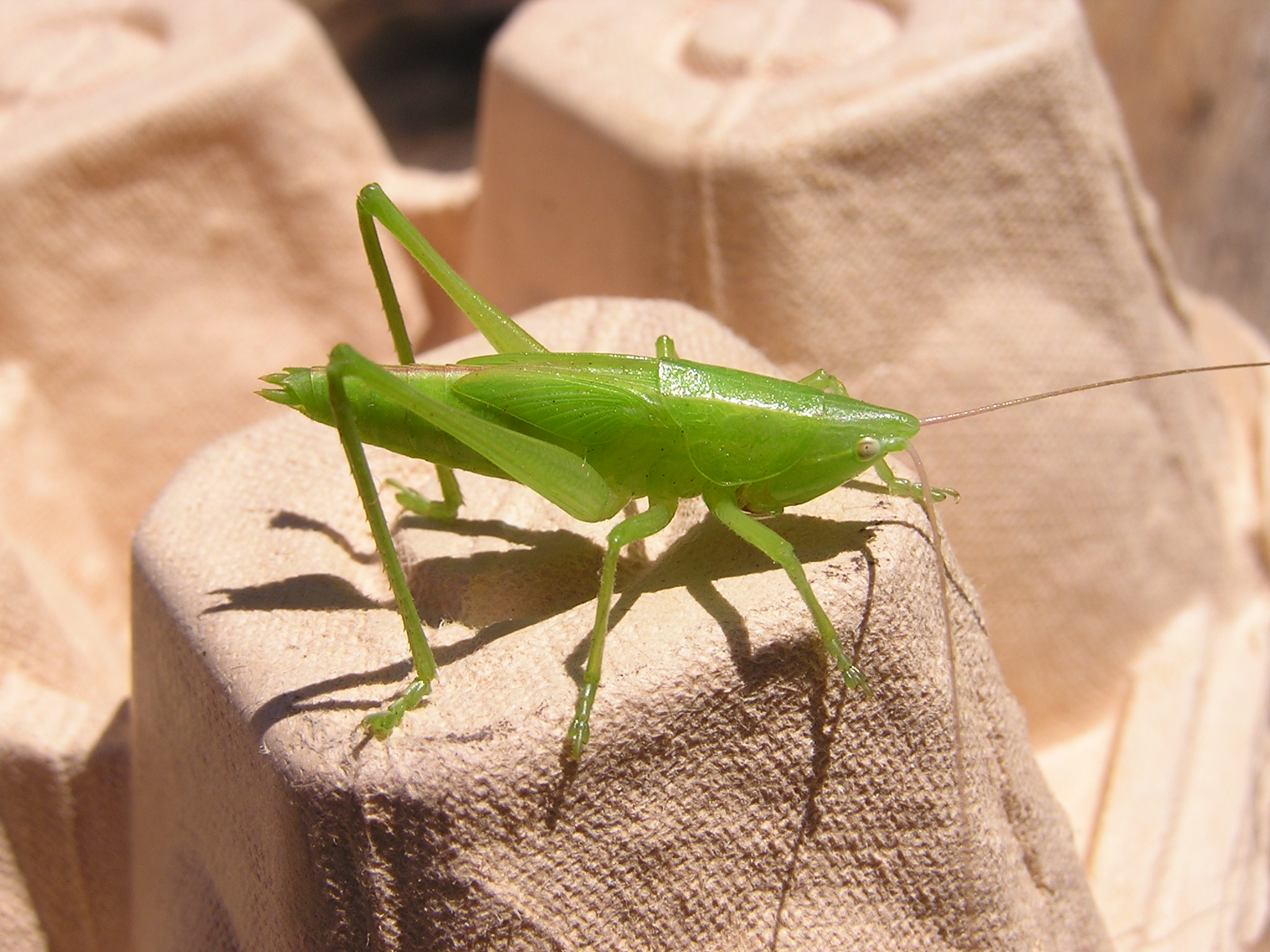
Ruspolia nitidula - mâle immature

## Habitat, mode de vie

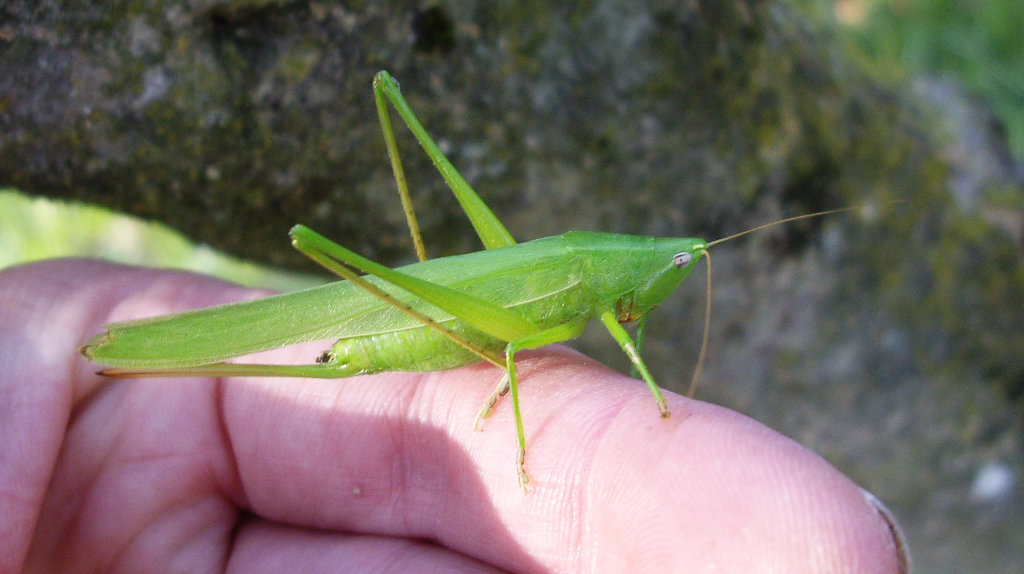
Ruspolia nitidula

Peu exigeante, on peut la trouver dans des prairies humides, des lieux incultes, des prairies sèches à hautes herbes, l'adulte de juillet à octobre. Elle a tendance à se tenir plus ou moins verticalement sur les tiges ou les feuilles. Elle est strictement nocturne. Omnivore, elle se nourrit de petits animaux et de végétaux.

## Chant
La stridulation du mâle est prolongée et stridente, ce qui permet la localisation dans l'obscurité.